# لاوریلا

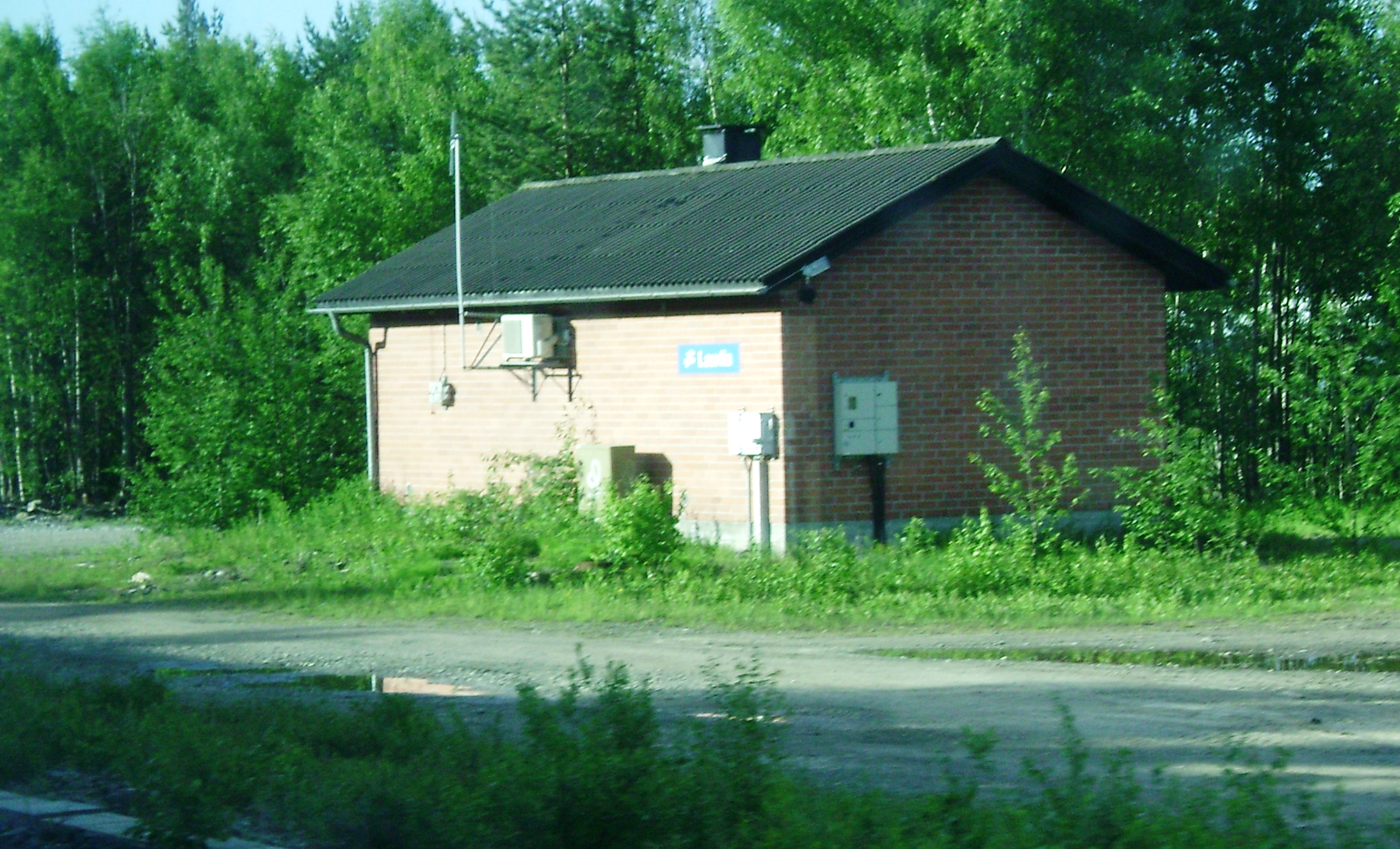
منطقه مسکونی در فنلاند

لاوْریلا (به فنلاندی: Laurila) یک منطقهٔ مسکونی در فنلاند است که در کمینما واقع شده‌است.